# グレナダの国旗
グレナダの国旗は、1974年の独立に伴い制定された。赤は国民の熱情と勇気および独立を、黄は太陽の光と国土および富を、緑は、肥えた土地と農業に加えて繁栄を表すとされる。七つの金星は7つの教区を示し、左側に描かれているのはナツメグで、国の経済をささえる大切な農作物であることを示している。

? 政府および民間用海上旗。比率1:2
? 軍艦旗 比率1:2
?現在の国旗（縦横比2:3の別タイプ）

## 歴史的な旗

?イギリス領時の旗（1875年から1903年まで）
?イギリス領時の旗（1903年から1967年まで）
?独立時の旗（1967年から1974年まで）